# Capparis diffusa
Capparis diffusa är en kaprisväxtart som beskrevs av Ridley. Capparis diffusa ingår i släktet Capparis och familjen kaprisväxter. Inga underarter finns listade i Catalogue of Life.